# Argenbühl
Argenbühl é um município da Alemanha, no distrito de Ravensburg, na região administrativa de Tubinga, estado de Baden-Württemberg, sul da Alemanha.
Argenbühl fica entre 662 até os 761 metros de altitude, entre as cidades de Wangen im Allgäu e Isny.  
É composta da seguintes localidades, ou vilas:
- Christazhofen
- Eglofs
- Eisenharz
- Göttlishofen
- Ratzenried
- Siggen

## Ligações externas

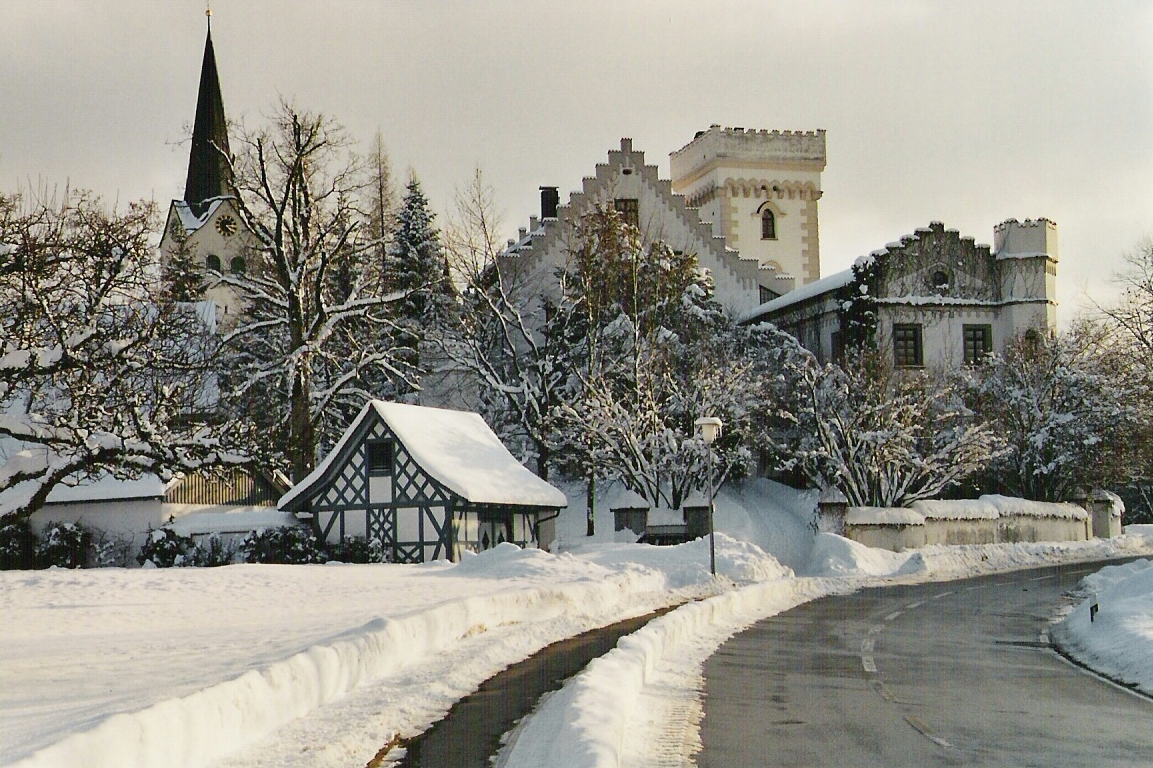
Castelo Ratzenried no inverno